# Rozengeur & Wodka Lime
Rozengeur & Wodka Lime was een Nederlandse dramaserie die begon in 2001. De serie werd vijf seizoenen lang uitgezonden door RTL 4. Het zesde seizoen was op het toenmalige Tien te zien.
Rozengeur & Wodka Lime werd bedacht door Karin van der Meer en Michael Belderink. De serie gaat over vier vriendinnen en hun belevenissen, die vooral betrekking hebben op mannen, relaties en seks.

## Rolverdeling
| Alwien Tulner                   | Finette van Aspen       | Hoofdrol | Hoofdrol |          | Bijrol   |          |          |
| Isa Hoes                        | Catharina Donkersloot   | Hoofdrol | Hoofdrol | Hoofdrol | Hoofdrol | Hoofdrol | Hoofdrol |
| Medina Schuurman                | Donna de la Fuentera    | Hoofdrol | Hoofdrol | Hoofdrol | Hoofdrol | Hoofdrol | Hoofdrol |
| Ghislaine Pierie                | Babette van Woensel     | Hoofdrol | Hoofdrol | Hoofdrol | Hoofdrol | Hoofdrol | Hoofdrol |
| Yvon Jaspers                    | Robin Theysse           |          |          | Hoofdrol |          |          |          |
| Nienke Römer                    | Robin Theysse           |          |          |          | Hoofdrol | Hoofdrol |          |
| Ellemijn Veldhuijzen van Zanten | Eva de Ridder           |          |          |          |          | Hoofdrol |          |
| Inez de Bruijn                  | Alex van Mierlo         |          |          |          |          |          | Hoofdrol |
| Peggy Vrijens                   | Fleur van Aspen         | Hoofdrol | Hoofdrol | Bijrol   |          |          |          |
| Evert van der Meulen            | Jasper Groenhuysen      | Hoofdrol | Hoofdrol | Hoofdrol | Bijrol   | Bijrol   | Hoofdrol |
| Chris Tates                     | Adriaan Schwartz        | Hoofdrol | Hoofdrol | Bijrol   | Bijrol   |          |          |
| Daan Schuurmans                 | Frank Boersma           | Hoofdrol | Bijrol   | Bijrol   | Bijrol   |          |          |
| Barry Atsma                     | Bob Ensink              | Hoofdrol | Hoofdrol | Hoofdrol | Hoofdrol | Hoofdrol |          |
| Margo Dames                     | Corine Schwartz-Stading | Bijrol   | Hoofdrol | Bijrol   | Bijrol   |          |          |
| Edo Brunner                     | Bart de Melle           |          |          | Bijrol   | Hoofdrol | Hoofdrol | Hoofdrol |
| Eric Corton                     | Gerd Lindeboom          |          |          | Bijrol   | Hoofdrol |          |          |
| Johnny de Mol                   | Dennis Weber            |          |          |          |          | Hoofdrol | Hoofdrol |
| Viggo Waas                      | Mike de Ridder          |          |          |          |          | Hoofdrol |          |
| Leopold Witte                   | Max Vervoort            |          |          |          |          | Hoofdrol |          |
| Hugo Haenen                     | Max Vervoort            |          |          |          |          |          | Hoofdrol |
| Marcel Faber                    | Walter Hofstede         |          |          |          |          | Bijrol   | Hoofdrol |
| Pim Veth                        | Stefan Wouters          |          |          |          |          |          | Hoofdrol |

## Trivia
Isa Hoes en Medina Schuurman speelden van 2014 en 2017 samen in de gevangenisserie Celblok H. In tegenstelling tot in deze serie waren ze in de gevangenisserie als Suus Kramer en Caat Bergsma geen vriendinnen.

## Afleveringen

### Seizoen 1 (2001)
1. Finette's sprookjes aan diggelen (2 september 2001)
2. Een bul en een trouwring (9 september 2001)
3. Stand by your man (16 september 2001)
4. Boerenhol (23 september 2001)
5. Weddingbells (30 september 2001)
6. De Miskraam (7 oktober 2001)
7. De prins op het witte paard (14 oktober 2001)
8. De Housewarmingparty (21 oktober 2001)
9. Opgestaan, plaatsvergaan (28 oktober 2001)
10. Voltooid verleden tijd (4 november 2001)
11. Jaloezie maakt blind (11 november 2001)
12. Een geheime minnaar (18 november 2001)
13. Finette's nachtmerrie (25 november 2001)

### Seizoen 2 (2002)
1. Terug naar af (3 maart 2002)
2. Sex omdat het moet (10 maart 2002
3. Alles voor Liefde (17 maart 2002)
4. Vallen en opstaan (24 maart 2002)
5. Een kind uit een buisje (31 maart 2002)
6. Slapen met een vreemde (7 april 2002)
7. Gedane zaken (14 april 2002)
8. Lusten latex (21 april 2002)
9. Onvoltooid verleden tijd (28 april 2002)
10. Bloed en tranen (5 mei 2002)
11. Kinderen van de rekening (12 mei 2002)
12. Met geslepen messen (19 mei 2002)
13. Een nieuw leven (26 mei 2002)

### Seizoen 3 (2002-03)
1. De reünie (27 oktober 2002)
2. Barcelona (3 november 2002)
3. Familieproblemen (10 november 2002)
4. Huisgenoten (17 november 2002)
5. Moederdag (24 november 2002)
6. Een nieuw begin (1 december 2002)
7. Gedwongen keuzes (8 december 2002)
8. Spel of overspel (15 december 2002)
9. Hulp uit onverwachte hoek (22 december 2002)
10. Hakken in het zand (29 december 2002)
11. Lijmen op de wadden (5 januari 2003)
12. Nieuwe levens en losse eindjes (12 januari 2003)
13. Vier singles happy together (19 januari 2003)

### Seizoen 4 (2004)
1. Eeuwige trouw (7 maart 2004)
2. Een eigen huis (14 maart 2004)
3. Sterke gevoelens (21 maart 2004)
4. Een goede beurt (28 maart 2004)
5. Betrapt (4 april 2004)
6. Catherina verward (11 april 2004)
7. Hollywood (18 april 2004)
8. Een dure vlucht (25 april 2004)
9. Wintersport (2 mei 2004)
10. Finette's comeback (9 mei 2004)
11. Financiële problemen (16 mei 2004)
12. Wanhoopsdaad (23 mei 2004)
13. Oude Liefde (30 mei 2004)

### Seizoen 5 (2005)
1. Een gat in de markt (6 maart 2005)
2. Bob en Robin gaan op reis (13 maart 2005)
3. Donna zoekt haar vader (20 maart 2005)
4. Een benefiet (27 maart 2005)
5. Babette is verliefd (3 april 2005)
6. Vrouw zoekt man (10 april 2005)
7. Hof van Eden (17 april 2005)
8. Oude tijden herleven (24 april 2005)
9. Stuk van verdriet (1 mei 2005)
10. Een deceptie voor Donna (8 mei 2005)
11. Onverwacht zwanger (15 mei 2005)
12. Vechten voor geluk (22 mei 2005)
13. Lang zullen ze leven! (29 mei 2005)

### Seizoen 6 (2006)
1. Goed of fout (3 april 2006)
2. Niets dan de waarheid (10 april 2006)
3. Oude vrienden (17 april 2006)
4. Bier is bitter (24 april 2006)
5. Recht door zee (1 mei 2006)
6. Zoete broodjes (8 mei 2006)
7. Vrouwen en kinderen (15 mei 2006)
8. De laatste loodjes (22 mei 2006)
9. Een sprong in het diepe (29 mei 2006)
10. Een ring voor het leven (5 juni 2006)
11. Vaarwel! (12 juni 2006)
12. Verloren Liefde (19 juni 2006)
13. Schone schijn (25 juni 2006)